# Rhenus Veniro
Rhenus Veniro SE & Co. KG war der Name eines Tochterunternehmens der Rethmann-Gruppe, das öffentliche Nahverkehrsleistungen betrieb. Seit Januar 2019 ist es als Tochter der Transdev GmbH Teil der französischen Transdev-Gruppe. Das Unternehmen wurde zunächst umfirmiert zur Transdev SE & Co. KG, wechselte im Dezember 2020 die Rechtsform zur GmbH und firmiert seither als Transdev Verkehr GmbH. Das Unternehmen ist Mitglied im TBNE. Die Geschäftstätigkeit ist bei der Transdev GmbH eingegliedert.
Ein Schwerpunkt des Unternehmens ist der Betrieb von zwei Strecken des Schienenpersonennahverkehrs (SPNV) in Rheinland-Pfalz als Eisenbahnverkehrsunternehmen Schienenpersonennahverkehr (SPNV) und einer Strecke in Sachsen über ein Tochterunternehmen. Über Tochtergesellschaften ist die Transdev Verkehr GmbH (vormals Rhenus Veniro) außerdem im Stadt- und Regionalverkehr sowie Gelegenheitsverkehr mit Bussen, sowie im Güterverkehr tätig.

## Unternehmensgeschichte
Hervorgegangen ist Rhenus Veniro aus der zum 1. Dezember 2007 erfolgten Teilung der Rhenus Keolis auf die beiden Gesellschafter. Das international tätige Unternehmen Keolis (mit Beteiligung der SNCF) übernahm dabei den Schienenverkehr in Niedersachsen und Nordrhein-Westfalen unter dem bisherigen Markennamen Eurobahn, während die Rhenus AG & Co. KG seither die übrigen Betriebe in NRW sowie im Südwesten und Osten Deutschlands unter der Marke Rhenus Veniro betrieb. Juristische Vorgängerin von Rhenus Veniro war die Eurobahn Niedersachsen GmbH & Co. KG, die im März 2007 ihren Sitz von Hannover nach Mainz verlegte und im September 2007 ihren Namen änderte.
Der Name des Unternehmens wurde aus dem Namen der Muttergesellschaft Rhenus und dem aus dem Lateinischen entlehnten Kunstwort Veniro (lat. venire, ankommen) gebildet.
Im Oktober 2011 verlegte Rhenus Veniro seinen Sitz nach Moers. Hintergrund war eine Vereinbarung, die bereits mit der im Januar 2006 erfolgten Übernahme des Mehrheitsanteils an den ebenfalls in Moers ansässigen Niederrheinischen Verkehrsbetrieben durch Rhenus Keolis getroffen wurde. Im Juli 2017 veranlasste die Eigentümerfamilie Rethmann bei Rhenus Veniro die Änderung der Rechtsform von GmbH & Co. KG auf SE & Co. KG, also eine Kommanditgesellschaft mit einer Europäischen Gesellschaft (SE) als Komplementär.
Am 2. Oktober 2018 meldete die Rethmann-Gruppe, dass sie beabsichtigt, sich an der französischen Transdev Group zu beteiligen. Das Bundeskartellamt stimmte Ende 2018 der 34-Prozent-Beteiligung der Rethmann-Gruppe an Transdev zu. Im Rahmen dieser Transaktion wurden die Geschäftstätigkeiten von Rhenus Veniro in Transdev eingebracht. Das Unternehmen wurde am 9. Januar 2019 von der Transdev GmbH übernommen und der Name des Unternehmens Ende Januar 2019 in Transdev SE & Co. KG geändert. Am 3. Dezember 2020 erfolgte ein Rechtsform- und Firmenwechsel zur Transdev Verkehr GmbH. Über einen Beherrschungs- und Ergebnisabführungsvertrag ist das Unternehmen bei der Transdev GmbH eingegliedert. In Deutschland entstand durch die Zusammenführung von Rhenus Veniro und der Transdev GmbH der zweitgrößte Anbieter für ÖPNV und SPNV nach der Deutschen Bahn.
Zur weiteren Geschichte des Unternehmens ab 2019 siehe Transdev GmbH.

## Eisenbahnbetrieb

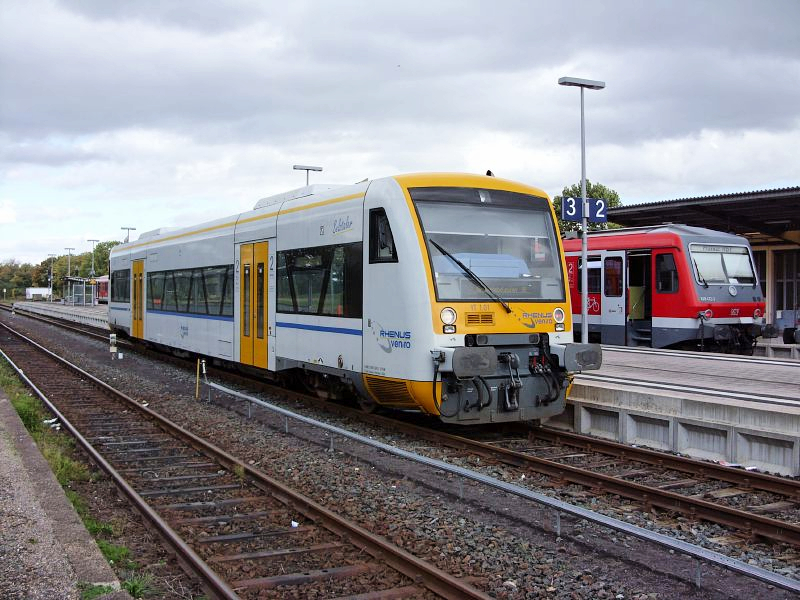
VT 1.01 von Rhenus Veniro in Alzey

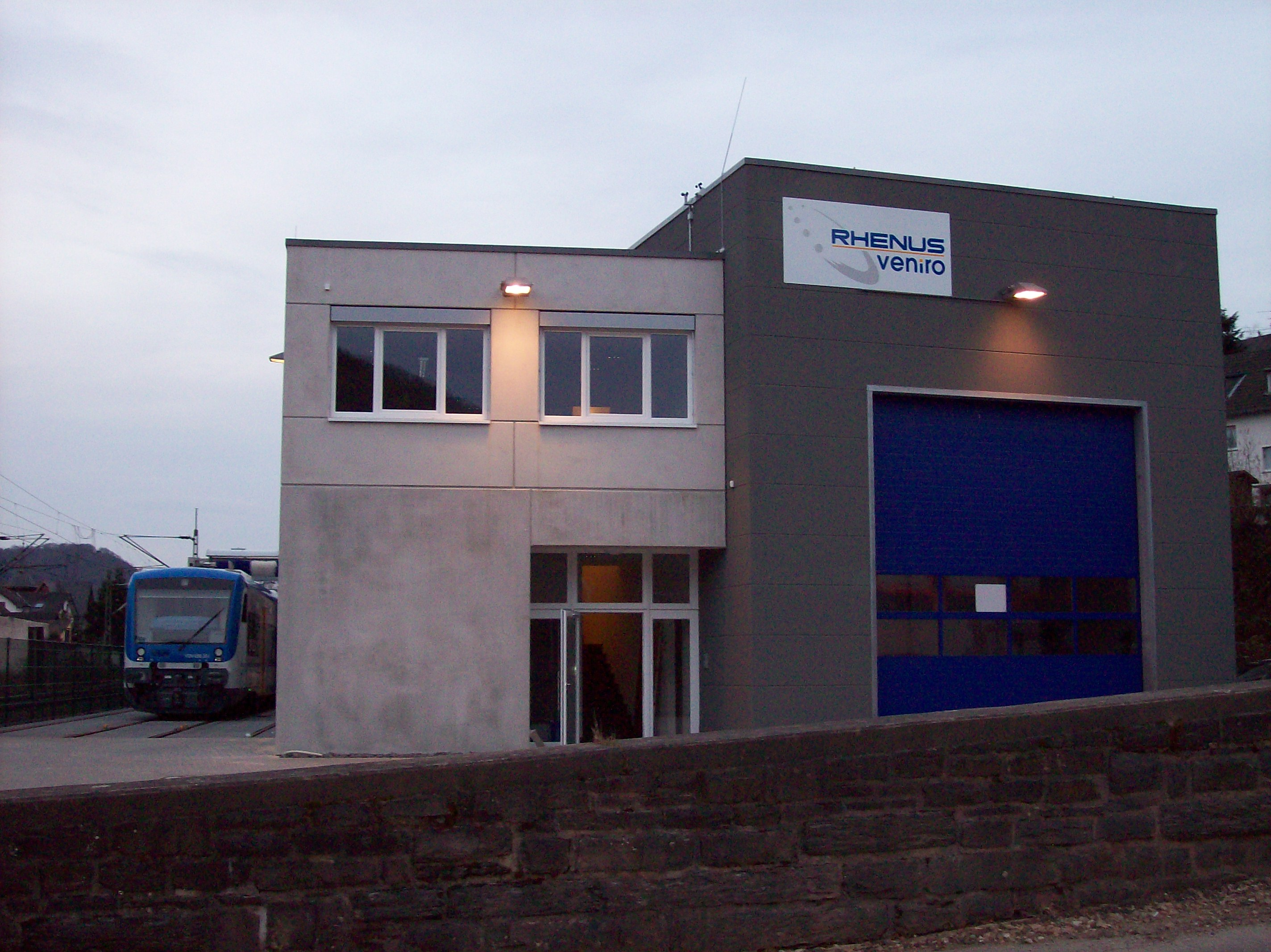
Werkstatthalle von Rhenus Veniro in Boppard

### Eisenbahnlinie in Sachsen
Als Tochtergesellschaft mit Mehrheitsbeteiligung wurde über die Freiberger Eisenbahngesellschaft mbH (FEG) die Bahnstrecke Freiberg–Holzhau in Sachsen betrieben. Rhenus Veniro war zum Zeitpunkt der Eingliederung in die Transdev-Gruppe mit 74 % an der FEG beteiligt, die restlichen 26 % teilten sich lokale Busunternehmen, darunter die Verkehrsbetriebe Kreis Freiberg.

### Eisenbahnlinien in Rheinland-Pfalz
Der Zweckverband SPNV Nord in Koblenz erteilte Rhenus Veniro im Februar 2008 den Zuschlag für den Betrieb auf der Hunsrückbahn zwischen Boppard und Emmelshausen. Zum 1. Januar 2009 wurde das Gelände der ehemaligen Bahnmeisterei in Boppard erworben, auf dem eine Werkstatthalle entstand. Die Betriebsaufnahme am 13. Dezember 2009 erfolgte mit einem Zug von DB Regio, weil für die vorgesehenen Triebfahrzeuge vom Typ Regio-Shuttle RS1 von Stadler Rail die Zulassung für die Steilstrecke durch das Eisenbahn-Bundesamt nicht erteilt worden war. Erst im Januar 2012 lag die uneingeschränkte Zulassung für die drei Regio-Shuttle vor.
Mit dem Fahrplanwechsel am 14. Dezember 2014 übernahm Rhenus Veniro für 15 Jahre den Verkehr der Moselweinbahn von Bullay nach Traben-Trarbach vom vorigen Betreiber DB Regio. Zum Einsatz kamen die bis zu diesem Zeitpunkt auf der Donnersbergbahn fahrenden Triebwagen Regio-Shuttle RS1.

### Ehemals betriebene Eisenbahnlinien in Rheinland-Pfalz
Vom 29. Mai 1999 bis zum 14. Dezember 2014 führte Rhenus Veniro den SPNV auf der Donnersbergbahn zwischen Alzey und Kirchheimbolanden in Rheinland-Pfalz durch. Hierfür wurden zwei Triebwagen des Typs Regio-Shuttle RS1 eingesetzt. Zum Fahrplanwechsel im Dezember 2014 wurden die Verkehrsleistungen dieser Strecke an den Konkurrenten vlexx abgetreten. Diese hatte sich in einer Neuausschreibung durchsetzen können.

### Verkehrsbeteiligungen in Nordrhein-Westfalen
Seit dem 1. Januar 2006 war Rhenus Veniro mit 51 % an den Niederrheinischen Verkehrsbetrieben (NIAG) beteiligt, die mit eigenen Lokomotiven Ganzzugleistungen sowie Rangier- und Werkverkehrsleistungen erbringen und den Hafen Orsoy am Rhein in Höhe des Rheinkilometers 793,8 betreiben. Die Anteile von Rhenus Veniro wurden vor der Übernahme durch Transdev Anfang Januar 2019 an Rhenus übertragen und sind damit in der Rethmann-Gruppe verblieben.

## Omnibus- und Straßenbahnbetriebe
Marktregion Ost (Mecklenburg-Vorpommern, Brandenburg, Berlin, Sachsen-Anhalt, Thüringen, Sachsen)
in Brandenburg
- ARGE Prignitzbus (Perleberg; Busbetrieb)
- mobus Märkisch-Oderland Bus GmbH (Strausberg; Busbetrieb)
- OSL Bus GmbH (Senftenberg; Busbetrieb)[16]

in Sachsen
- Kraftverkehrsgesellschaft Dreiländereck mbH (KVG, Zittau; Busbetrieb)
- Regionalbus Oberlausitz GmbH (RBO, Bautzen; Busbetrieb; PPP: Rhenus Veniro besitzt 74 %, 26 % besitzt der Landkreis Bautzen)
- Regionalverkehr Westsachsen GmbH (RVW, Zwickau; Busbetrieb)

in Sachsen-Anhalt
- stendalbus GmbH; (Landkreis Stendal seit dem 1. November 2010; zunächst unter dem Markennamen stendalbus als Betriebsteil der RVW)

Marktregion Südwest (Rheinland-Pfalz, Saarland, Hessen)
in Rheinland-Pfalz
- Verkehrsgesellschaft Bad Kreuznach mbH (VGK; Busbetrieb)
- Verkehrsgesellschaft Idar-Oberstein mbH (VIO; Busbetrieb)
- Verkehrsgesellschaft Zweibrücken mbH (VGZ; Busbetrieb)
- MB Moselbahn Verkehrsbetriebsgesellschaft mbH (MOSELBAHN, Saarburg; Busbetrieb)
- Martin Becker GmbH & Co. KG / Martin Becker Stadtverkehr GmbH (Martin Becker, Altenkirchen; Busbetrieb)

Marktregion West (Nordrhein-Westfalen)
in Nordrhein-Westfalen
- Niederrheinische Verkehrsbetriebe AG (NIAG, Moers; Bus- und Eisenbahnbetrieb; PPP; Rhenus Veniro besitzt 51 %, 49 % verteilen sich auf die Landkreise Wesel und Kleve sowie die Städte Duisburg, Moers und Wesel)
  - Look Busreisen GmbH „Der vom Niederrhein“ (Look, Kleve; Busbetrieb)
  - VSN - Verkehr und Service am Niederrhein (VSN, Moers; Busbetrieb)